# 너무 너무 좋은 거야
"너무 너무 좋은 거야"는 1976년에 개봉한 대한민국의 영화이다.

## 캐스팅
- 임예진 : 선희 역
- 전영록
- 김경애
- 서정일
- 황해
- 태현실
- 홍유정
- 유화춘
- 박구순
- 서승원
- 장혁
- 추석양